# ندوية
النَدَويّة أو النَدَويّات أو الدُرُوْسِيْرِيَّة أو الدّروزيريَّة أو البذيات أو الدروسيرية (الاسم العلمي:Droseraceae) هي فصيلة من النباتات تتبع رتبة القرنفليات من طائفة الوردانية.

## معرض صور

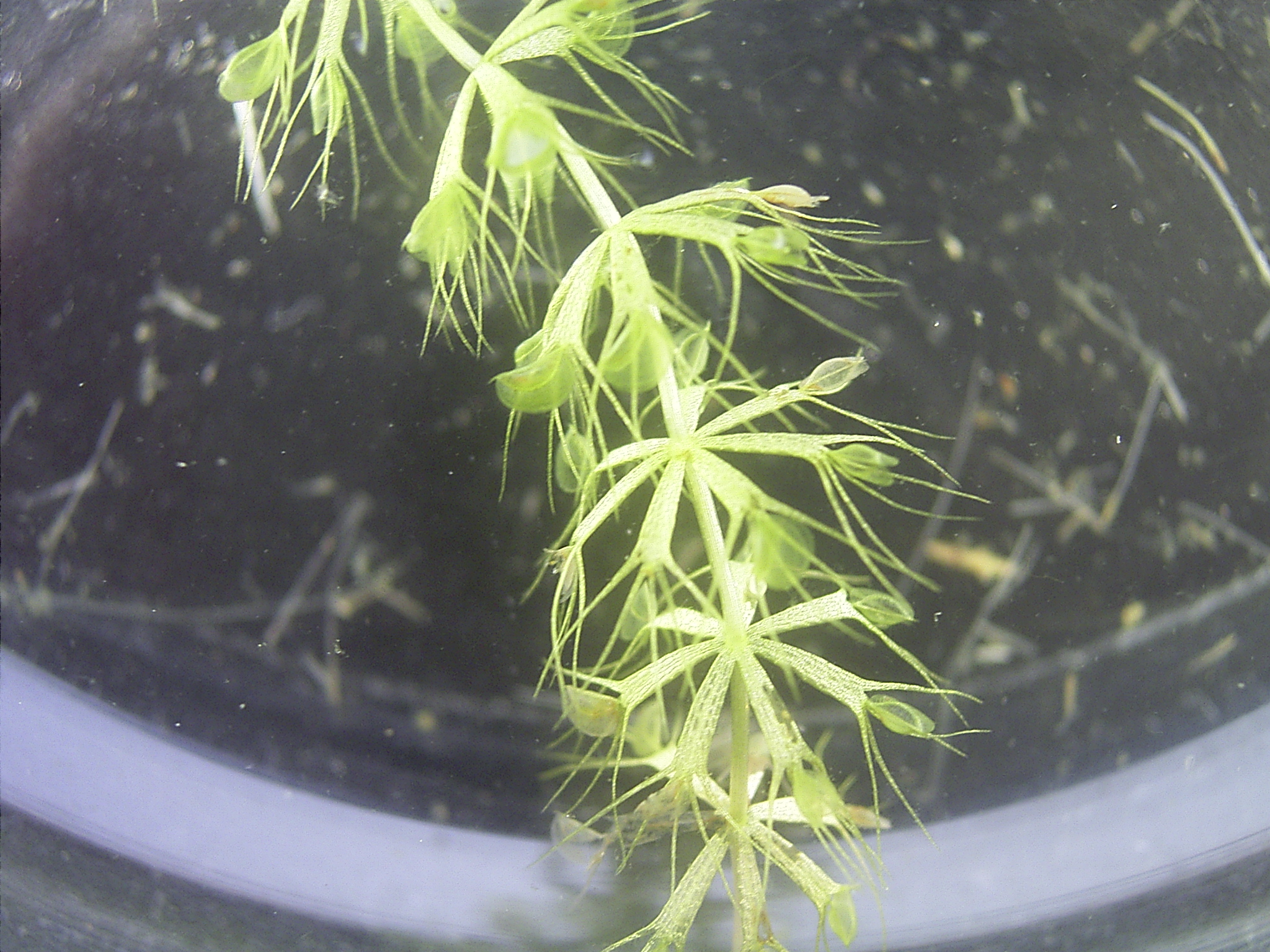
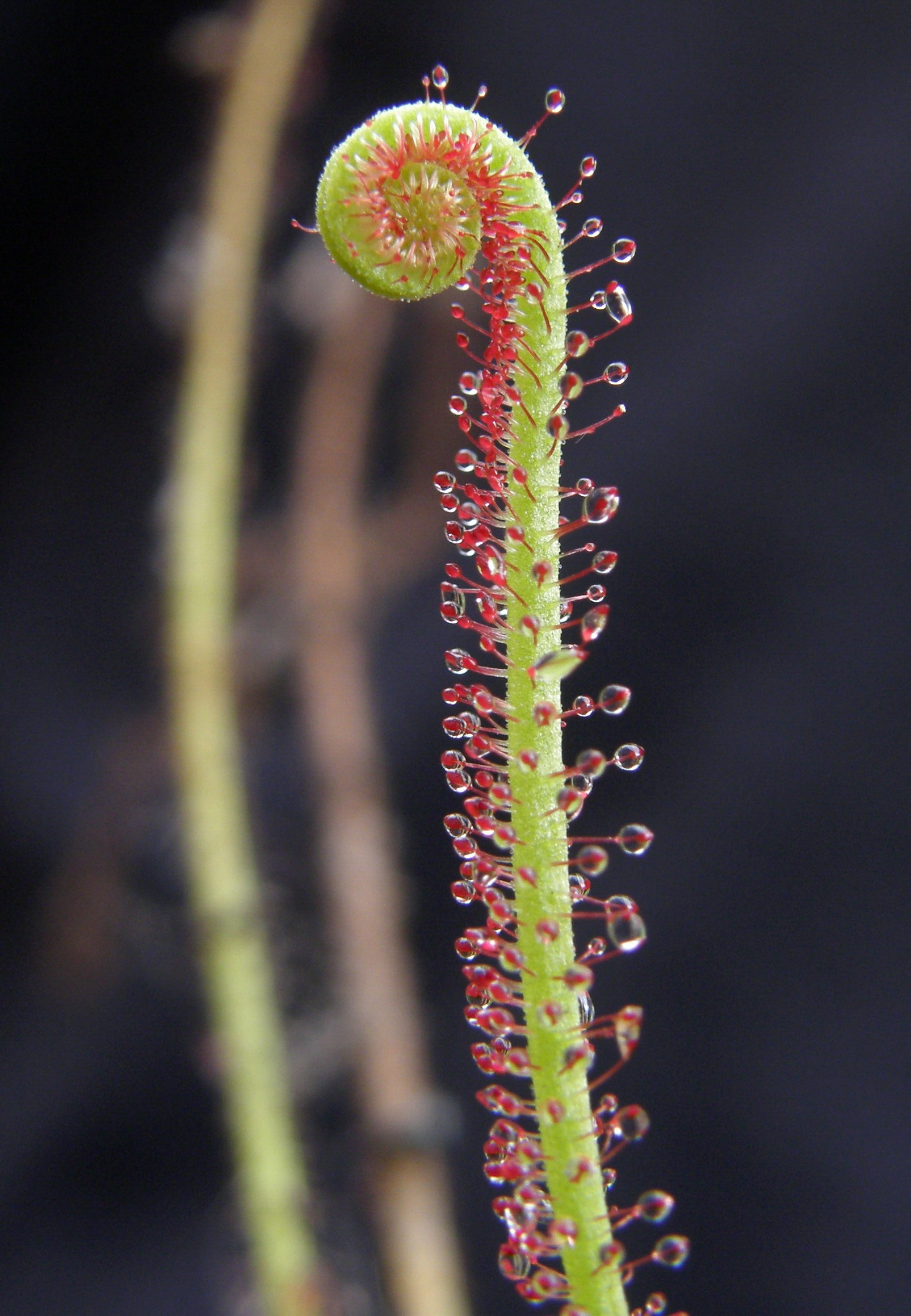
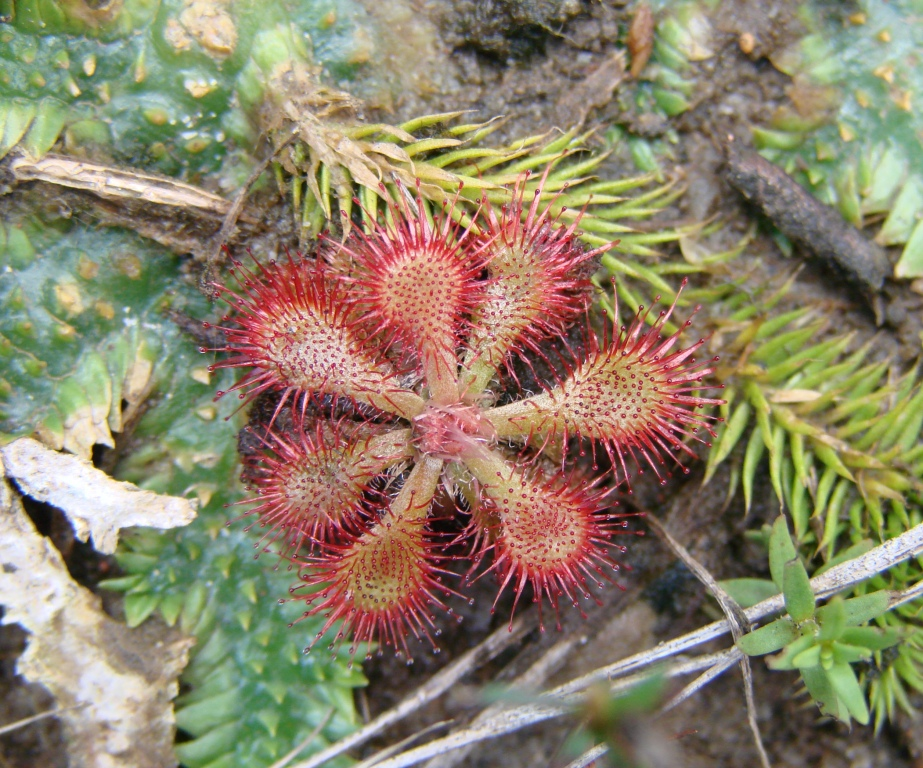
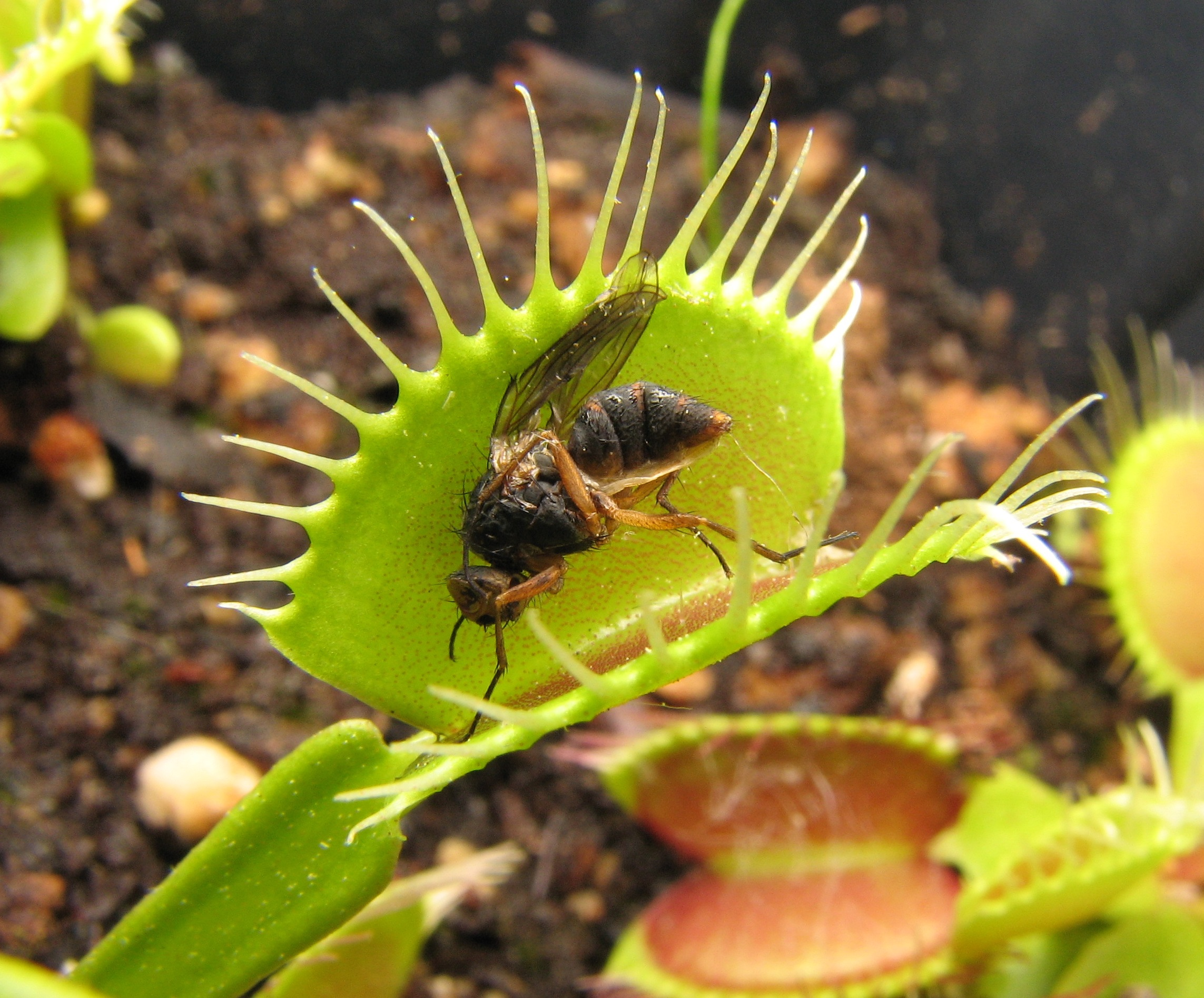
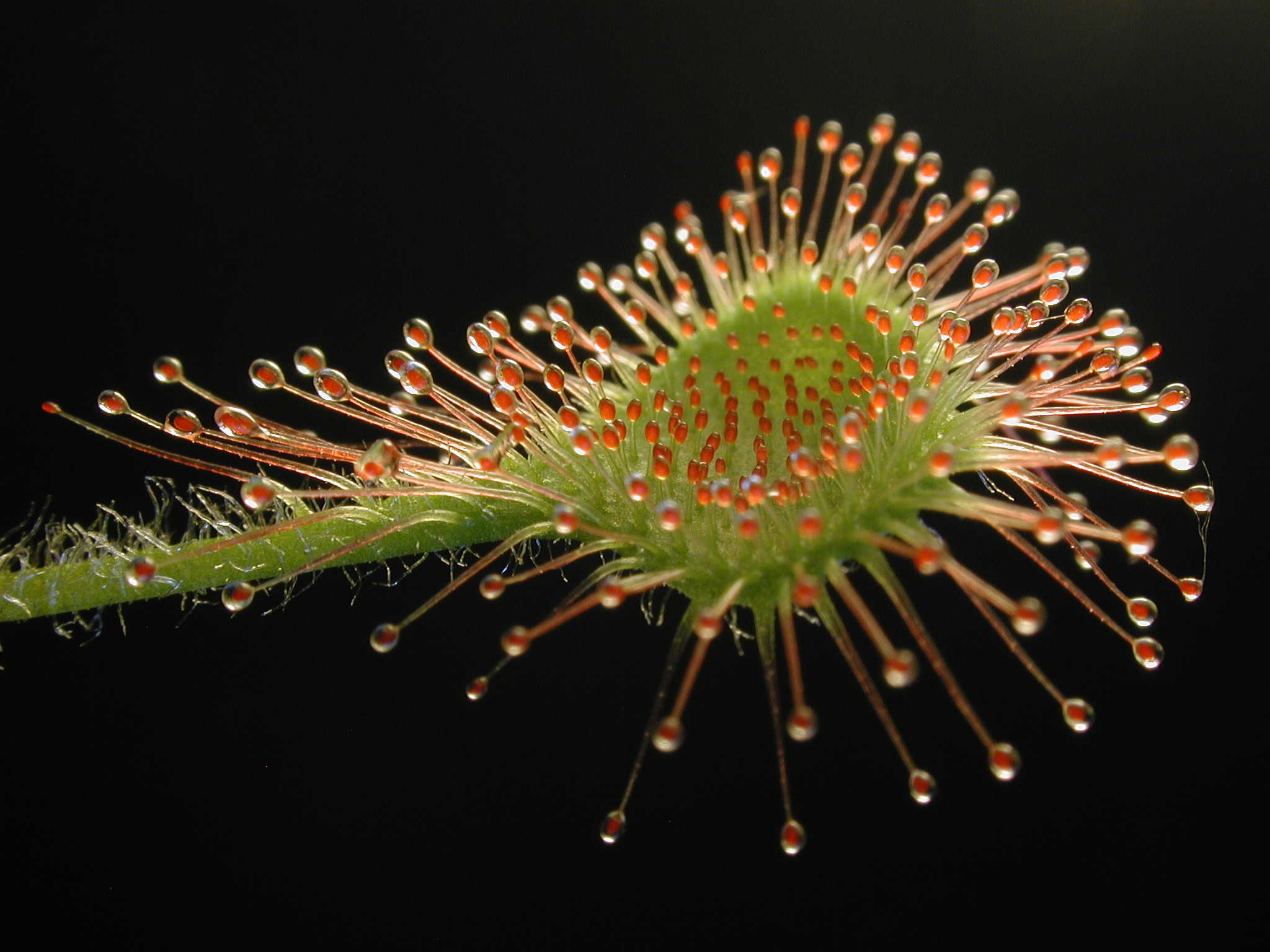

## الأجناس
- الندية
- خناق الذباب
- ألدروفاندا